# Blue of the Night
Blue of the Night – amerykańska komedia krótkometrażowa z 1933 roku, z udziałem aktora Binga Crosby’ego w reżyserii Leslie Pearce’a. Jest to jeden z krótkometrażowych filmów, w których zagrał Crosby, które pomogły mu rozpocząć karierę jako solowemu wykonawcy.

## Obsada
- Bing Crosby jako Bing
- Marjorie “Babe” Kane jako Marian Bradley
- Franklin Pangborn jako Gilbert Sinclair
- Bud Jamison jako policjant
- Toby Wing jako przyjaciółka Mariana